# 사쿠라다이역 (후쿠오카현)
사쿠라다이역(일본어: 桜台駅)은 일본 후쿠오카현 지쿠시노시에 위치한 서일본 철도 덴진오무타 선의 역이다. 역 번호는 T16이다.

## 역사
주변 지구의 주택 개발에 맞추어 개업했다.
- 1971년 3월 1일: 역 개업.
- 2006년 9월 11일: 동쪽 출입구 설치.
- 2008년: IC카드 nimoca 사용 개시.
- 2017년 2월 1일: 역 번호 도입.

## 역 구조
상대식 승강장 2면 2선의 지상역이다. 유인역에서 자동 매표기와 자동 개찰기가 설치되어 있다. 개통 당초에는 상행 승강장 측(서쪽)에만 역사와 개찰구를 설치하였으나 2006년 9월 11일에 하행 승강장 측(동쪽)에도 역사와 개찰구를 신설했다.

## 이용 현황
| 연도 | 1일 평균 승차 인원 | 1일 평균 승하차 인원 |
| ---- | ------------------ | -------------------- |
| 2000 | 1,329              | 2,649                |
| 2001 | 1,241              | 2,455                |
| 2002 | 1,216              | 2,405                |
| 2003 | 1,194              | 2,380                |
| 2004 | 1,162              | 2,321                |
| 2005 | 1,137              | 2,263                |
| 2006 | 1,134              | 2,279                |
| 2007 | 1,115              | 2,230                |
| 2008 | 1,088              | 2,166                |
| 2009 | 1,090              | 2,175                |
| 2010 | 1,096              | 2,197                |
| 2011 | 1,120              | 2,243                |
| 2012 |                    | 2,210                |
| 2013 |                    | 2,226                |
| 2014 |                    | 2,181                |
| 2015 |                    | 2,155                |
| 2016 |                    | 2,080                |

## 역 주변
- 지쿠시노 농업인 트레이닝 센터
- 지쿠시노 사쿠라다이 우체국
- 죠이풀 지쿠시노 사쿠라다이점

## 사진

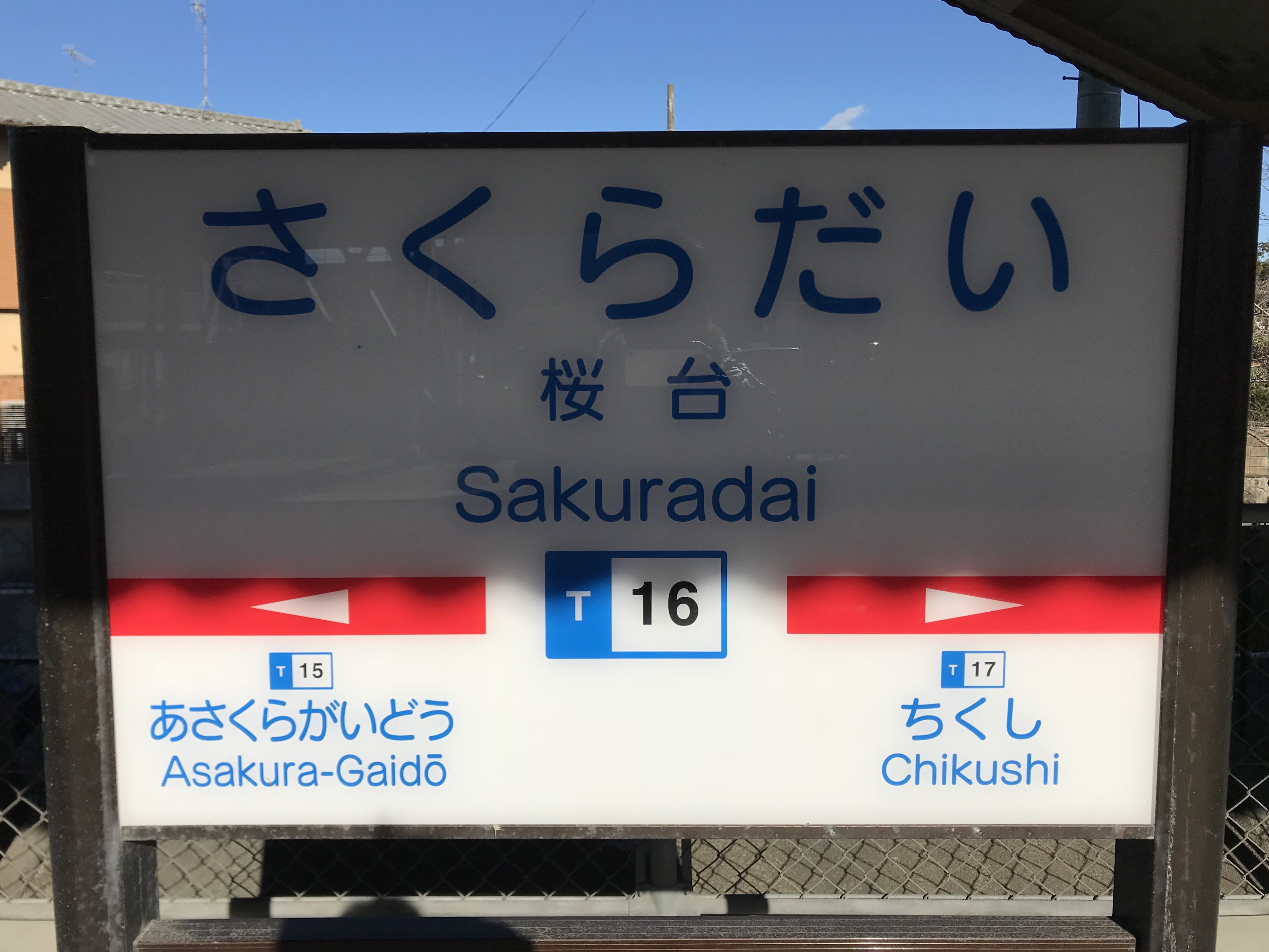
역명판

## 인접역
| 서일본 철도 ■ 덴진오무타 선                     | 서일본 철도 ■ 덴진오무타 선 | 서일본 철도 ■ 덴진오무타 선 |
| ----------------------------------------------- | --------------------------- | --------------------------- |
| T15 아사쿠라가이도 니시테쓰 후쿠오카(덴진) 방면 | ■ 보통                      | 지쿠시 T17 오무타 방면      |